# 洪州
洪州（こうしゅう）は、中国にかつて存在した州。隋代から南宋にかけて、現在の江西省南昌市一帯に設置された。

## 隋代
589年（開皇9年）、隋が南朝陳を滅ぼすと、豫章郡が廃止されて洪州が置かれた。607年（大業3年）に州が廃止されて郡が置かれると、洪州は豫章郡と改称され、下部に4県を管轄した。隋代の行政区分に関しては下表を参照。
| 隋代の行政区画変遷 | 隋代の行政区画変遷                 | 隋代の行政区画変遷               | 隋代の行政区画変遷 | 隋代の行政区画変遷 | 隋代の行政区画変遷          |
| 区分               | 開皇元年                           | 開皇元年                         | 開皇元年           | 区分               | 大業3年                     |
| ------------------ | ---------------------------------- | -------------------------------- | ------------------ | ------------------ | --------------------------- |
| 州                 | 江州                               | 江州                             | 江州               | 郡                 | 豫章郡                      |
| 郡                 | 豫章郡                             | 豫寧郡                           | 巴山郡             | 県                 | 豫章県 建城県 建昌県 豊城県 |
| 県                 | 南昌県 建城県 望蔡県 康楽県 宜豊県 | 豫寧県 建昌県 艾県 永修県 新呉県 | 豊城県 広豊県      | 県                 | 豫章県 建城県 建昌県 豊城県 |

## 唐代
622年（武徳5年）、唐が林士弘を平定すると、豫章郡は洪州と改められた。742年（天宝元年）、洪州は豫章郡と改称された。758年（乾元元年）、豫章郡は洪州の称にもどされた。洪州は江南西道に属し、南昌・豊城・高安・建昌・新呉・武寧・分寧の7県を管轄した。

## 五代十国時代
959年（顕徳6年）、南唐により洪州が南都とされ、南昌府に昇格した。975年（開宝8年）、北宋により南昌府は洪州の称にもどされた。

## 宋代
1163年（隆興元年）、南宋により洪州は隆興府に昇格した。隆興府は江南西路に属し、南昌・新建・進賢・奉新・靖安・豊城・武寧・分寧の8県を管轄した。

## 元代
1277年（至元14年）、元により隆興府は竜興路と改められた。竜興路は江西等処行中書省に属し、録事司と南昌・新建・進賢・奉新・靖安・武寧の6県と富州・寧州を管轄した。1362年、朱元璋により竜興路が洪都府と改められた。1363年、洪都府は南昌府と改称された。